# Trouble de somatisation
 Mise en garde médicale
Le trouble de somatisation (ou syndrome de Briquet) est un trouble somatoforme caractérisé par de nombreuses plaintes répétées concernant des symptômes douloureux gastro-intestinaux, sexuels et pseudo-neurologiques. Ces plaintes, chez un individu, doivent commencer avant l'âge de 30 ans, peuvent durer plusieurs années et résultent en la recherche de traitement, ou en un dysfonctionnement significatif de la vie sociale ou professionnelle. Les individus souffrant de trouble de somatisation rendent typiquement visite à un docteur dans le but d'obtenir un traitement efficace.

## Critères diagnostiques
Les critères diagnostiques du DSM-IV-TR incluent :
- histoire de plusieurs plaintes physiques commençant avant 30 ans qui s'étendent sur plusieurs années et qui résultent en la recherche de traitement, ou en un dysfonctionnement significatif de la vie sociale ou professionnelle ;
- quatre symptômes douloureux : histoire de douleur à quatre endroits ou fonctions différents (ex. : tête, abdomen, dos, pendant menstruation, pendant coït, pendant miction) ;
- les symptômes ne sont pas explicables par une condition médicale générale ou par un abus de substance ;
- les symptômes ne sont pas produits intentionnellement ou simulés.

Les symptômes ne surviennent pas tous en même temps, mais peuvent survenir au cours de la progression du trouble. Le trouble de somatisation est chronique et rares sont les patients qui s'en remettent complètement. Un examen physique est déconseillé pour un critère diagnostique du trouble de somatisation. Des examens médicaux sont appropriés dans le but d'y découvrir la cause des plaintes de l'individu.

## Épidémiologie et comorbidité
Le trouble de somatisation n'est pas répandu dans la population générale. Entre 0,2 et 2 % des femmes,,, ainsi que 0,2 % des hommes en souffriraient. Une recherche a démontré des différences culturelles dans la prévalence du trouble de somatisation. Par exemple, les symptômes et le trouble de somatisation sont répandus à Porto Rico.
Il existe une comorbidité habituelle avec d'autres troubles, particulièrement les troubles de l'humeur ou les troubles anxieux,. Une recherche a également démontré un lien de comorbidité entre le trouble de somatisation et le trouble de la personnalité, spécialement dans les troubles de la personnalité antisociale, borderline, narcissique, histrionique, évitante et dépendante.

## Explications
Bien que le trouble de somatisation ait été étudié et diagnostiqué depuis plus d'un siècle, quelques doutes planent encore concernant sa physiopathologie. Plusieurs explications font une approche avec la déconnexion entre le corps et l'esprit. Souvent, des théories démontrent que ce trouble se sépare en trois catégories.
La première et la plus ancienne théorie explique que les symptômes du trouble de somatisation représentent le corps qui se défend face au stress physiologique. L'esprit possède une capacité limitée face au stress et à l'effort. Néanmoins, un intense stress émotionnel ou social, au-delà d'une certaine limite que le corps s'est fixée, affecte principalement les systèmes nerveux, gastro-intestinaux et reproducteurs. Ces dernières années, des chercheurs ont fait un rapprochement entre le cerveau, le système immunitaire et l'appareil digestif, qui pourrait affecter les individus souffrant du syndrome du côlon irritable. Cette théorie explique que la dépression est liée au trouble. Chez les femmes, le trouble de somatisation est très fortement exprimé à la suite d'abus sexuels, physiques ou émotionnels.
La seconde théorie du trouble de somatisation explique que ce trouble survient à la suite d'une sensibilité élevée des sensations physiques internes. Certains individus possèdent une grande capacité à ressentir les changements et douleurs physiques, même infimes. Cette hypersensibilité entraine le patient à ressentir une douleur ou une sensation que le cerveau n'a auparavant jamais mémorisé, comme des changements dans les battements du cœur. Le trouble de somatisation serait alors lié à un trouble panique dans cette théorie. Cependant, il n'existe aucune explication sûre concernant l'hypersensibilité et ses effets sur les troubles de somatisation. Les origines psychologiques et physiologiques de l'hypersensibilité ne sont pas bien connues des experts.
La troisième théorie explique que le trouble de somatisation survient à cause de pensées négatives et de peurs exagérées. Par exemple, le fait qu'un individu pense qu'une simple crampe fait suite à une tumeur, ou qu'un souffle court fait suite à de l'asthme, pourraient empirer les symptômes. Ces individus souffriraient d'une douleur plus intense. Souvent, ces patients pensent qu'ils souffrent d'une maladie rare. Cette « maladie incurable » conduit le patient à un intense stress et peut se terminer par un handicap marquant à la suite de ce stress.

## Traitements
Selon les promoteurs de la thérapie cognitivo-comportementale (TCC), celle-ci est le traitement le plus efficace pour soigner le trouble de somatisation,,.